# Monodelphis osgoodi
Monodelphis osgoodi is een zoogdier uit de familie van de opossums (Didelphidae). De wetenschappelijke naam van de soort werd voor het eerst geldig gepubliceerd door Doutt in 1938.

## Voorkomen
De soort komt voor in centraal Bolivia en oostelijk Peru.